# Bezemkoraaltje
De bezemkoraaltje (Ramariopsis tenuiramosa) is een schimmel behorend tot de familie Clavariaceae. Hij staat meestal in kortgrazige mossige vegetaties, (Hygrocybe- en duin)graslanden, duin- en jeneverbesstruweel, droge heide, wegbermen. Hij kan ook voorkomen in naald- en elzenbroekbos op zowel zure, zandige als kleiïge of kalkhoudende bodems.

## Kenmerken

### Uiterlijke kenmerken
Het vruchtlichaam bestaat uit een eenvoudige of gevorkte steel van 3,5 cm hoog, vertakt met korte, slanke, losse, cilindrische takken van 0,5 tot 1 mm dik en dichotoom onderverdeeld door 2 tot 3. Het heeft enkelvoudige of gevorkte uiteinden. Het is kaal of licht vervilt aan de basis. De kleur is wit, creme, geel, zalm. De basis heeft een hoogte van 3 tot 10 mm en de dikte ongeveer 1 mm.

### Microscopische kenmerken
De sporen zijn rond, fijn wrattig en meten 3,5-4,8 × 3-3,7 µm. De basidia meten 25-40 × 5-7 µm.

## Verspreiding
In Nederland komt het bezemkoraaltje zeldzaam voor. Hij staat op de rode lijst in de categorie 'Bedreigd'.